# Arenaria parviflora
Arenaria parviflora är en nejlikväxtart som beskrevs av George Bentham. Arenaria parviflora ingår i släktet narvar, och familjen nejlikväxter. Inga underarter finns listade i Catalogue of Life.